# Simon Vouet
Simon Vouet (ur. 9 stycznia 1590 w Paryżu, zm. 30 czerwca 1649 tamże) – francuski malarz okresu baroku.

## Życie i twórczość

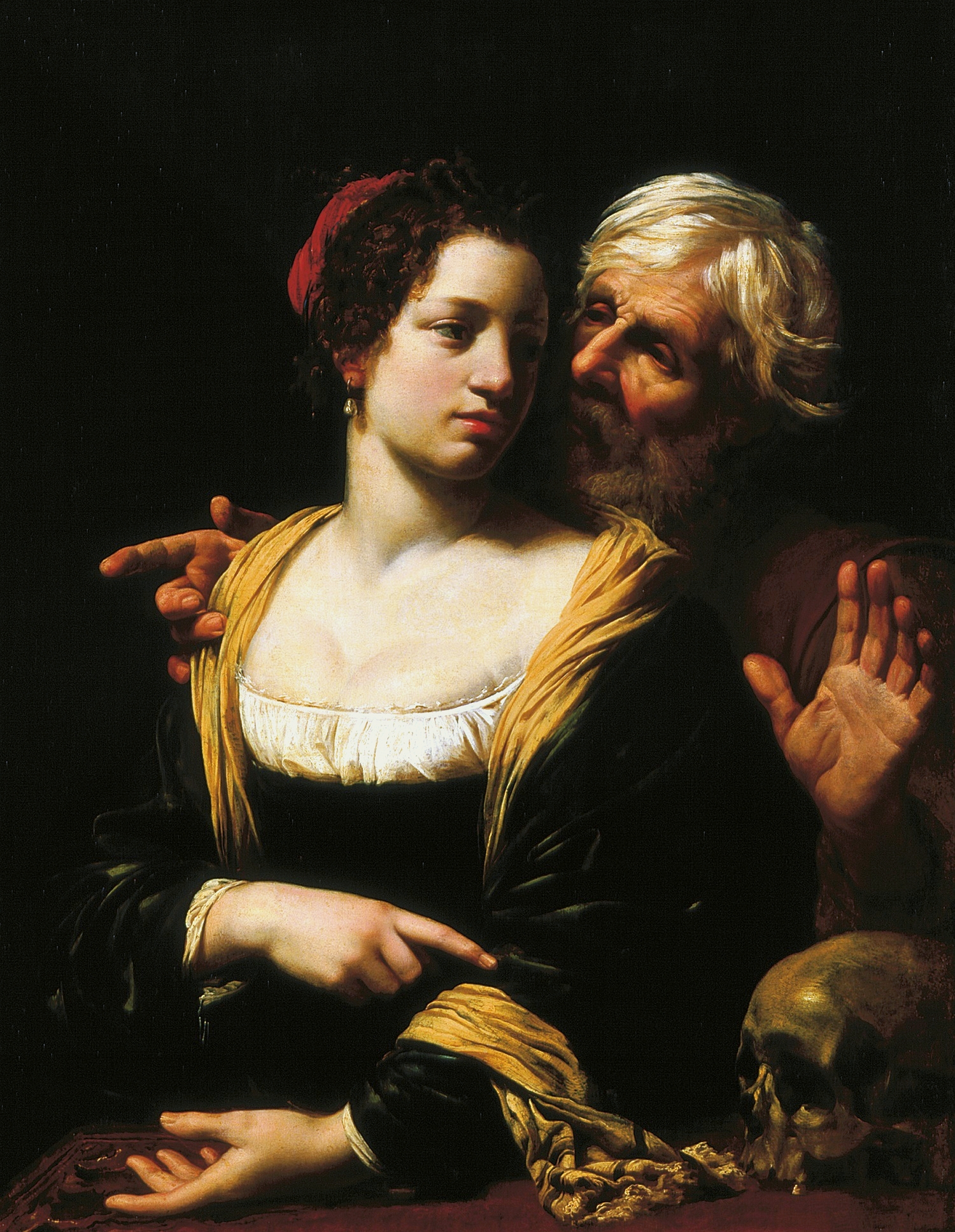
Niedobrana para (Vanitas) ok. 1621, Muzeum Narodowe w Warszawie

Był synem malarza Laurenta Voueta. Około 1604, mając zaledwie 14 lat, został wezwany do Londynu, aby namalować portret królowej angielskiej. W 1611 przybył do Stambułu, jako towarzysz ambasadora Francji. W 1612 wyjechał do Włoch, gdzie poznał dzieła Tycjana i Veronesego.
W Rzymie został dyrektorem Akademii św. Łukasza. W 1627 jako nadworny malarz Ludwika XIII zamieszkał w Luwrze.
Malował obrazy religijne i mitologiczne. W jego malarstwie uwidaczniają się wpływy koloryzmu weneckiego, Caravaggia, w późniejszym okresie Guida Reniego.
Jego uczniami byli: Charles Le Brun, Eustache Le Sueur, Pierre Patel i Michel Dorigny.

## Dzieła

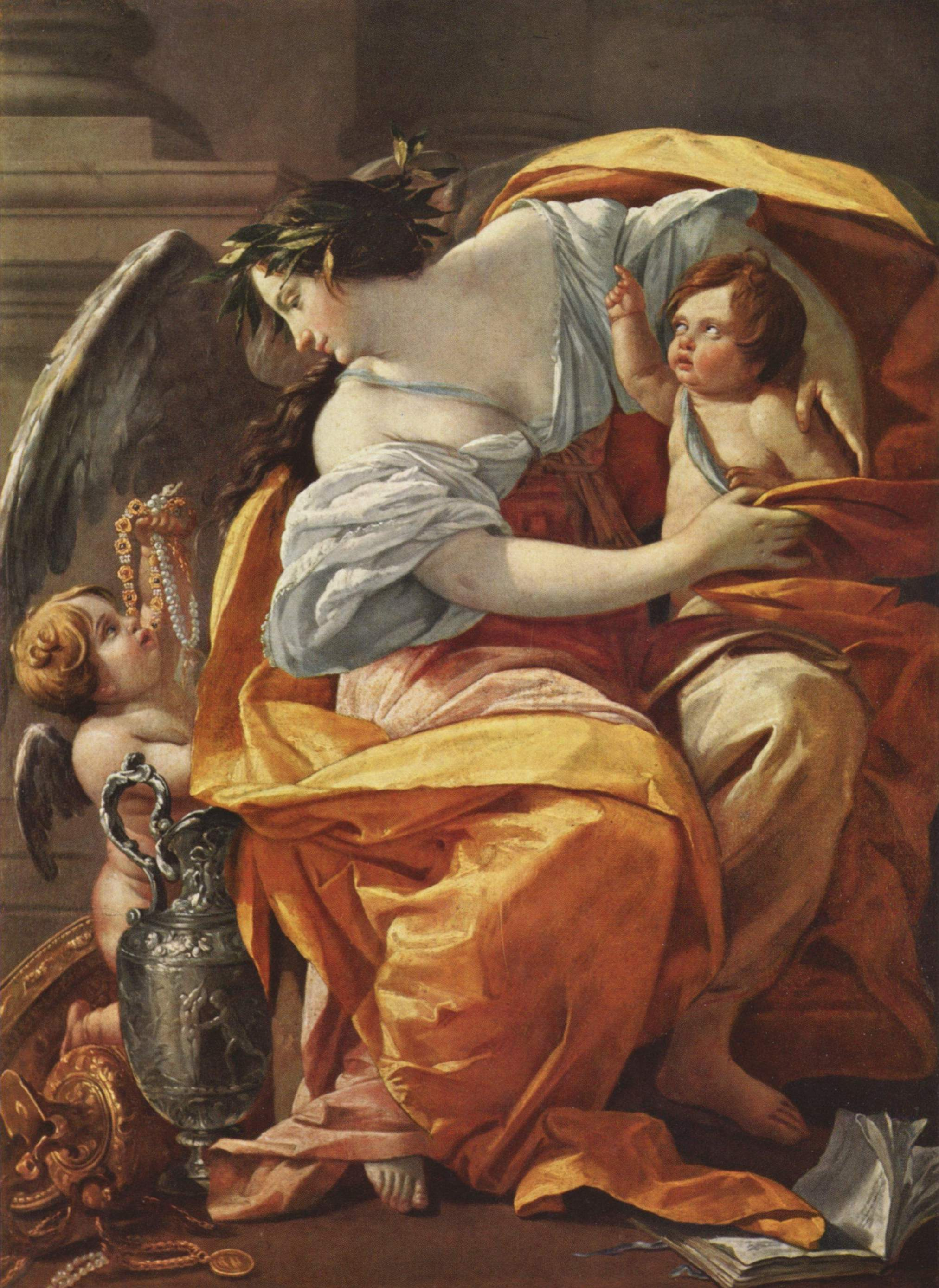
Alegoria bogactwa (La Richesse) 1640, Luwr

- Zwiastowanie (ok. 1620) – Florencja, Uffizi,
- Dawid i Goliat (1621) – Genua, Palazzo Bianco,
- Portret Marcantonia Dorii (1621) – Paryż, Luwr,
- Zwiastowanie (1614-1621) – Berlin, Gemaldegalerie,
- Niedobrana para (Vanitas) (ok. 1621), Muzeum Narodowe w Warszawie,
- Ukrzyżowanie (1622) – Genua, Il Gesu,
- Kuszenie św. Franciszka (1623) – Rzym, San Lorenzo in Lucina
- Mistyczne zaślubiny św. Katarzyny (1624-1626) – Madryt, Prado,
- Św. Hieronim i anioł (ok. 1625) – Waszyngton, National Gallery of Art,
- Psyche podglądająca śpiącego Amora (1626) – Lyon, Musée des Beaux-Atrs,
- Portret młodej kobiety (1626-1627) – Berlin, Gemaldegalerie,
- Alegoria pokoju (ok. 1627) – Rzym, Galleria Nazionale d’Arte Antica,
- Czas pokonany przez Miłość, Nadzieję i Sławę (1627) – Madryt, Prado,
- Alegoria bogactwa (ok. 1633) – Paryż, Luwr,
- Lot z córkami (1633) – Strasburg, Musée des Beaux-Arts,
- Parnas (ok. 1640) – Budapeszt, Muzeum Sztuk Pięknych,
- Ofiarowanie w świątyni (1641) – Paryż, Luwr,
- Śmierć Dydony (ok. 1641) – Dole, Muzeum Miejskie,
- Św. Rodzina ze św. Elżbietą i małym św. Janem (1642) – Paryż, Luwr,
- Madonna z Dzieciątkiem (1642) – Caen, Musee des Beaux-Arts,
- Cztery pory roku (1644-1645) – Dublin, Narodowa Galeria Irlandii,
- Alegoria roztropności (ok. 1645) – Montpellier, Musée Fabre,
- Judyta z głową Holofernesa – Wiedeń, Kunsthistorisches Museum,
- Madonna z Dzieciątkiem – Marsylia, Musée des Beaux-Arts,
- Pokutująca Magdalena – Amiens, Musée de Picardie,
- Triumf Amfitryty (Galatei) - Warszawa, Muzeum Łazienki Królewskie